# Mesoxylion collaris
Mesoxylion collaris är en skalbaggsart som först beskrevs av Wilhelm Ferdinand Erichson 1842.  Mesoxylion collaris ingår i släktet Mesoxylion och familjen kapuschongbaggar. Inga underarter finns listade i Catalogue of Life.

## Bildgalleri

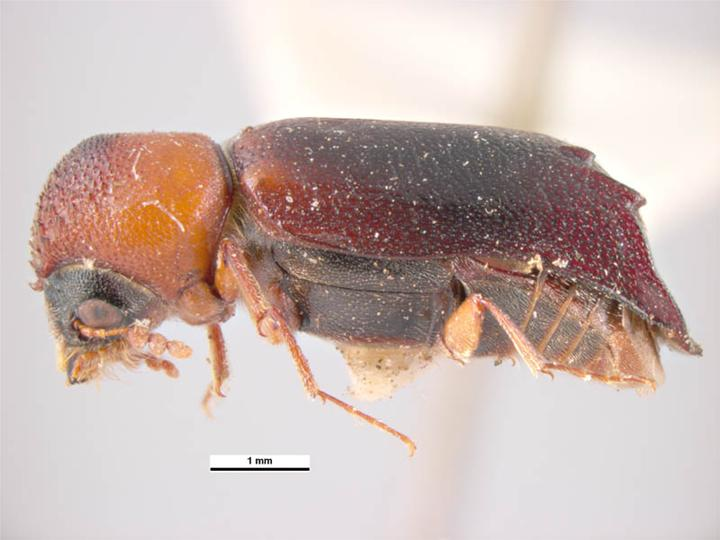